# Дикальцийгептаникель
Дикальцийгептаникель — бинарное неорганическое соединение
никеля и кальция
с формулой Ca2Ni7,
кристаллы.

## Получение
- Сплавление стехиометрических количеств чистых веществ [3]:

{\displaystyle {\mathsf {7Ni+2Ca\ {\xrightarrow {1400^{o}C}}\ Ca_{2}Ni_{7}}}}

## Физические свойства
Дикальцийгептаникель образует кристаллы
тригональной сингонии,
пространственная группа R 3m,
параметры ячейки a = 0,5009 нм, c = 3,606 нм, Z = 6,
структура типа диэрбийгептакобальта Co7Er2
.
Соединение образуется по перитектической реакции при температуре 1187°С.